# Drepananthus petiolatus
Drepananthus petiolatus là loài thực vật có hoa thuộc họ Na. Loài này được Friedrich Ludwig Emil Diels mô tả khoa học đầu tiên năm 1912 dưới danh pháp Cyathocalyx petiolatus. Năm 2010 Surveswaran S. et al. chuyển nó sang chi Drepananthus.

## Phân bố
Sulawesi (Indonesia), New Guinea, quần đảo Solomon.